# 让我听你的声音
《讓我聽你的聲音》（日语：声をきかせて）是韩国男子音乐组合BIGBANG在日本发行的第3張單曲。它也是TBS电视剧（Ohitorisama）中的配乐。
此歌曲发布一年半后于2011年4月被日本唱片協會认证为通过手机数字下载的金唱片。

## 解説
- 與前作相隔約4個月的作品。繼前作、前前作相同以3種形式發售。

## 收錄曲(1,2是全形式共通)

### CD
1. - 作詞：山本成美・Robin/作曲:Teddy
  - TBS系列電視劇『單身情歌』主題曲
2. - 作詞：藤林聖子/作曲：J.Thornfeldt・Mohombi Moupondo
3. -Acoustic Version-（初回版）
 -Club Remix-（通常版）

### DVD(初回版)
1. （Video Clip）
2. （Making）